# Ясени (Мурованокуриловецький район)
Ясени — ботанічна пам'ятка природи місцевого значення. Розташована на території Могилів-Подільського району Вінницької області на південь від с. Яр (Ялтушківське лісництво кв.36 д. 3). Оголошена відповідно до рішення Вінницького облвиконкому № 384 від 10.08.1983 р. Охороняються лісонасадження штучного походження віком понад 80 років.